# Charaxes ameliae
Charaxes ameliae är en fjärilsart som beskrevs av Doumet 1861. Charaxes ameliae ingår i släktet Charaxes och familjen praktfjärilar. Inga underarter finns listade i Catalogue of Life.

## Bildgalleri

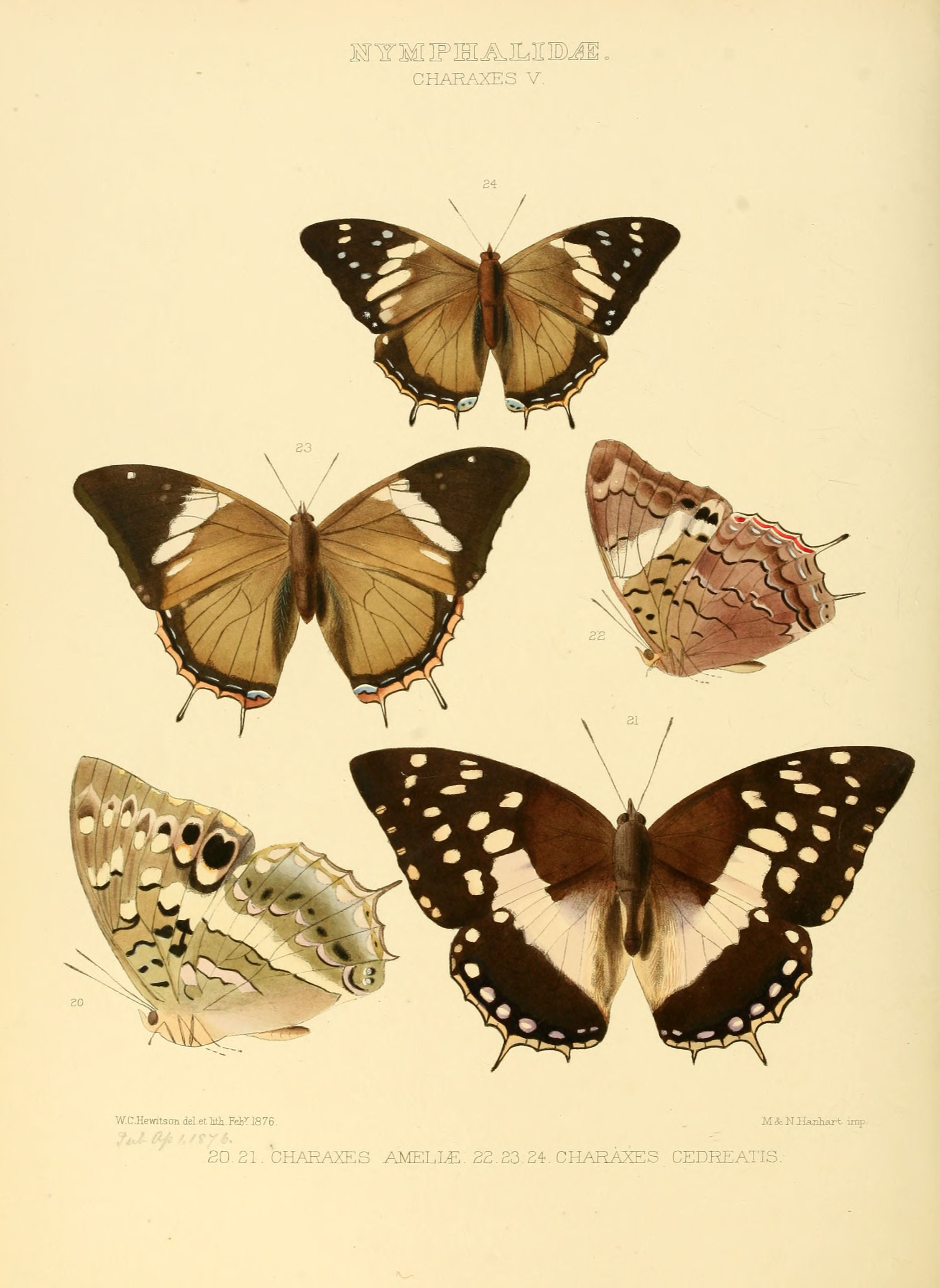